# Zeiselmauer-Wolfpassing
Zeiselmauer-Wolfpassing je obec v Rakousku ve spolkové zemi Dolní Rakousy, na pravém břehu Dunaje a v okrese Tulln. Okresní město Tulln leží asi 8 km západnějí. Část katastru obce leží na severním (levém) břehu Dunaje, tam však nejsou žádné stavby a spojení je možné jen po mostě v Tullnu.

## Historie

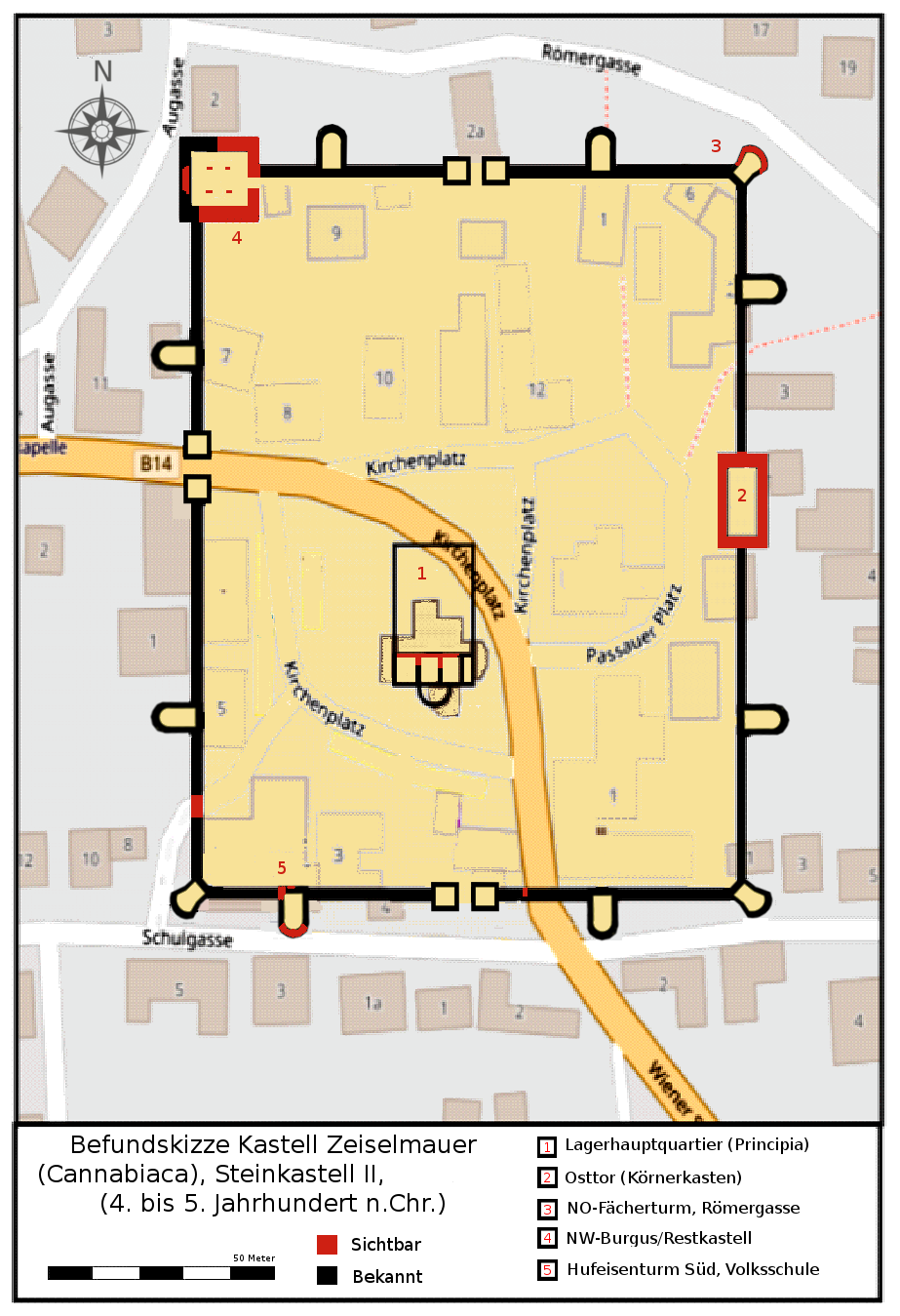
Plánek římské pohraniční pevnosti Cannabiaca ze 4. stol.

Obec Zeiselmauer stojí na levém (jižním) břehu Dunaje, na místě římské pohraniční pevnosti Cannabiaca, založené v 1. století a opuštěné v 5. stol. Byla to jedna z menších pevností (castellum) s posádkou asi 500-1000 mužů na ochranu severní hranice provincie Noricum, další pevností směrem na východ byl dnešní Klosterneuburg. Půdorys obdélné pevnosti je dobře znát i na plánu současné obce a v desítkách domů byly objeveny pozůstatky starověkého zdiva, keramika a kovové nářadí a náčiní.
V červenci 2021 byly archeologické lokality ve městě spojené s Římskou říší společně s dalšími místy na Slovensku, v Rakousku a Německu zapsána na seznam světového dědictví UNESCO pod společným názvem „Hranice Římské říše - Dunajský limes (západní část)“.
Roku 836 daroval král krajinu kolem Tullnu pasovskému biskupství a biskupové si zde zřídili biskupskou falc. Na místě vojenské svatyně vznikl karolinský sálový kostel, jedna z nejstarších církevních staveb v Dolním Rakousku. Jeho základy byly při vykopávkách odhaleny v kryptě současného kostela.

## Geografie

### Geografická poloha
Zeiselmauer-Wolfpassing se nachází ve spolkové zemi Dolní Rakousy v regionu Mostviertel, severním cípem však zasahuje do regionu Weinviertel. Rozloha území obce činí 12,72 km², z nichž 50,2 % je zalesněných.

### Části obce
Území obce Zeiselmauer-Wolfpassing se skládá ze dvou částí (v závorce uveden počet obyvatel k 1. 1. 2015):
- Wolfpassing (908)
- Zeiselmauer (1 381)

### Sousední obce
- na severu: Stockerau
- na východu: St. Andrä-Wördern
- na jihu: Königstetten
- na západu: Muckendorf-Wipfing

## Galerie

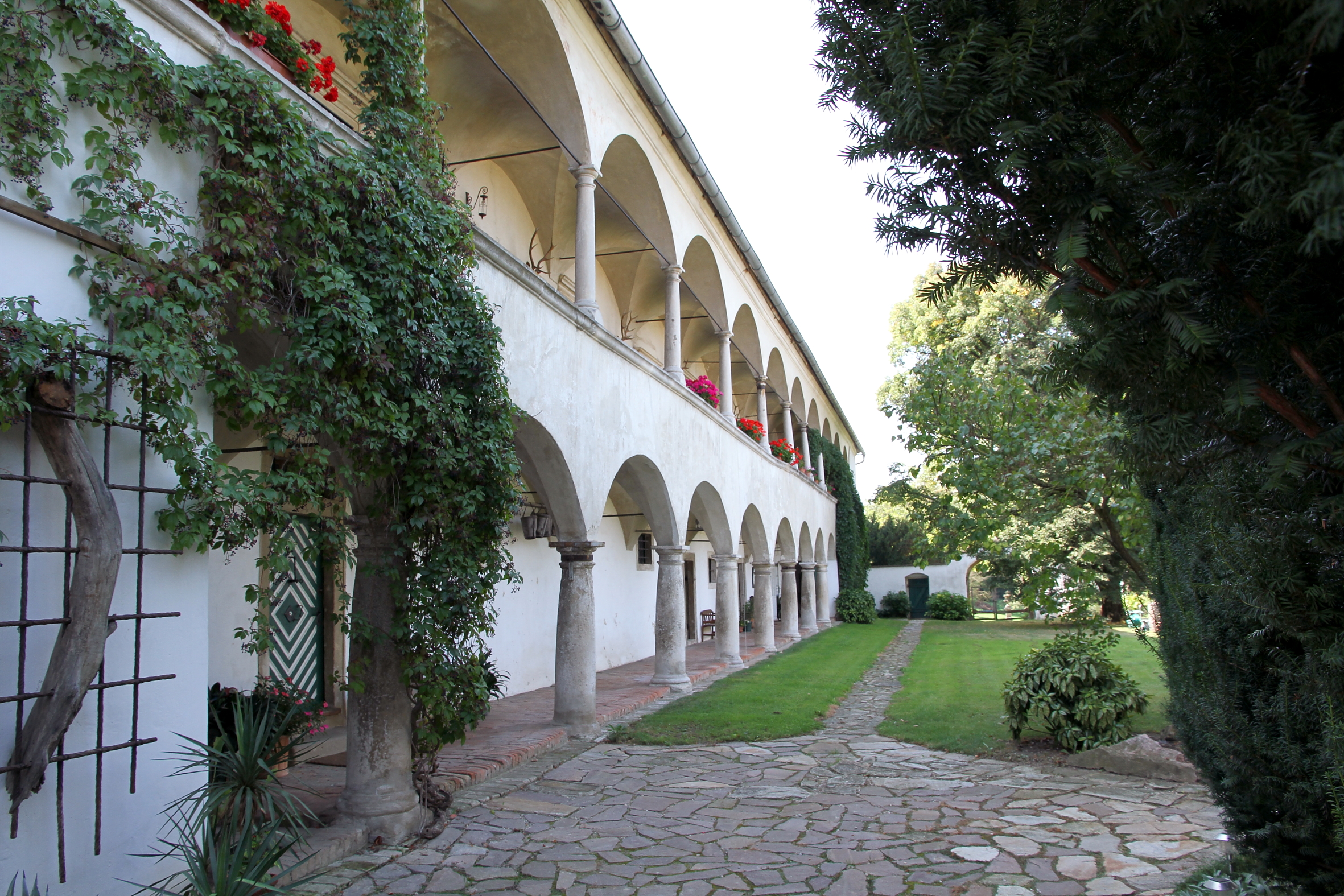
Zámek Schloss Am Hof ve Wolfpassingu
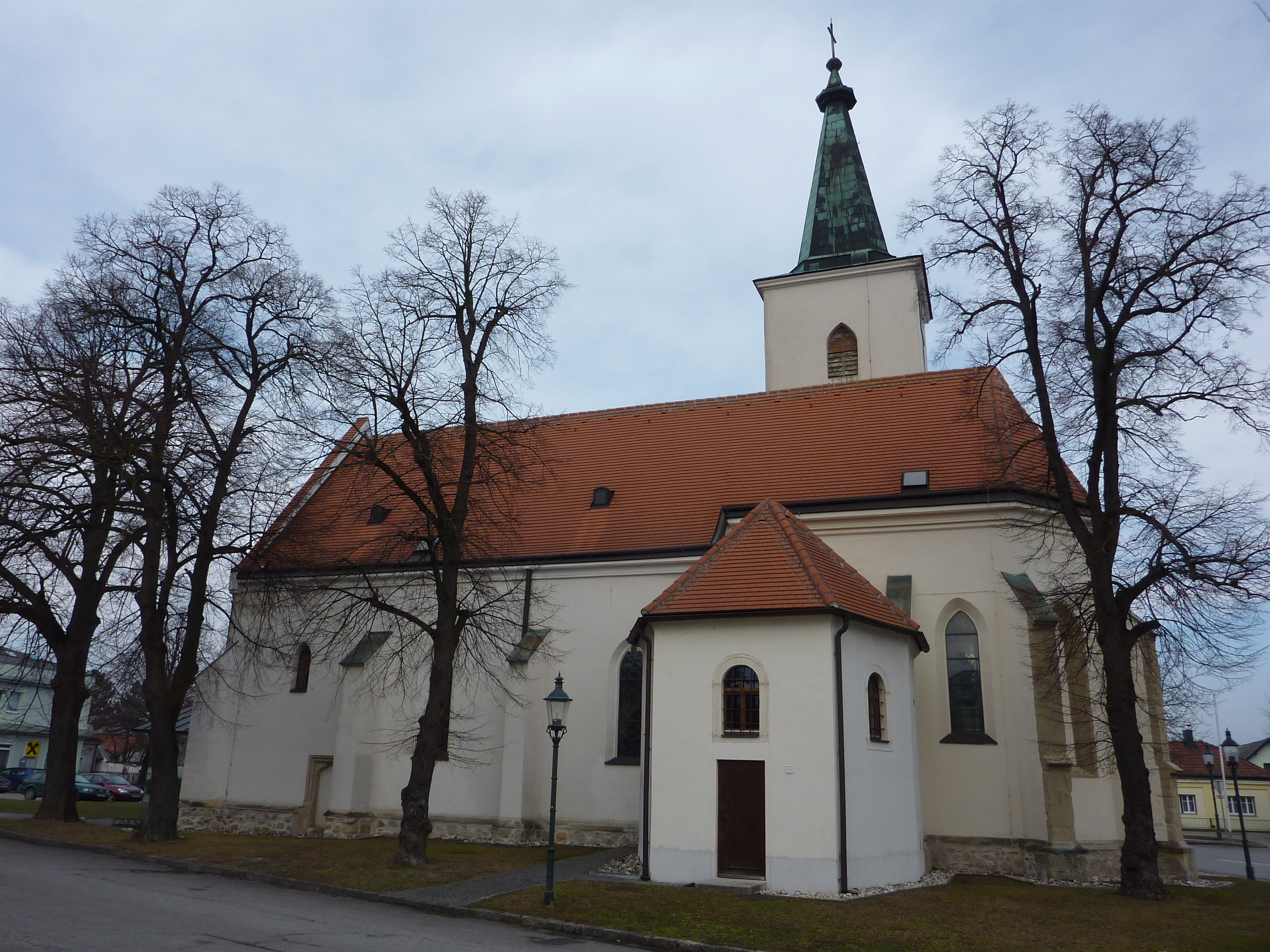
Farní kostel v Zeiselmaueru
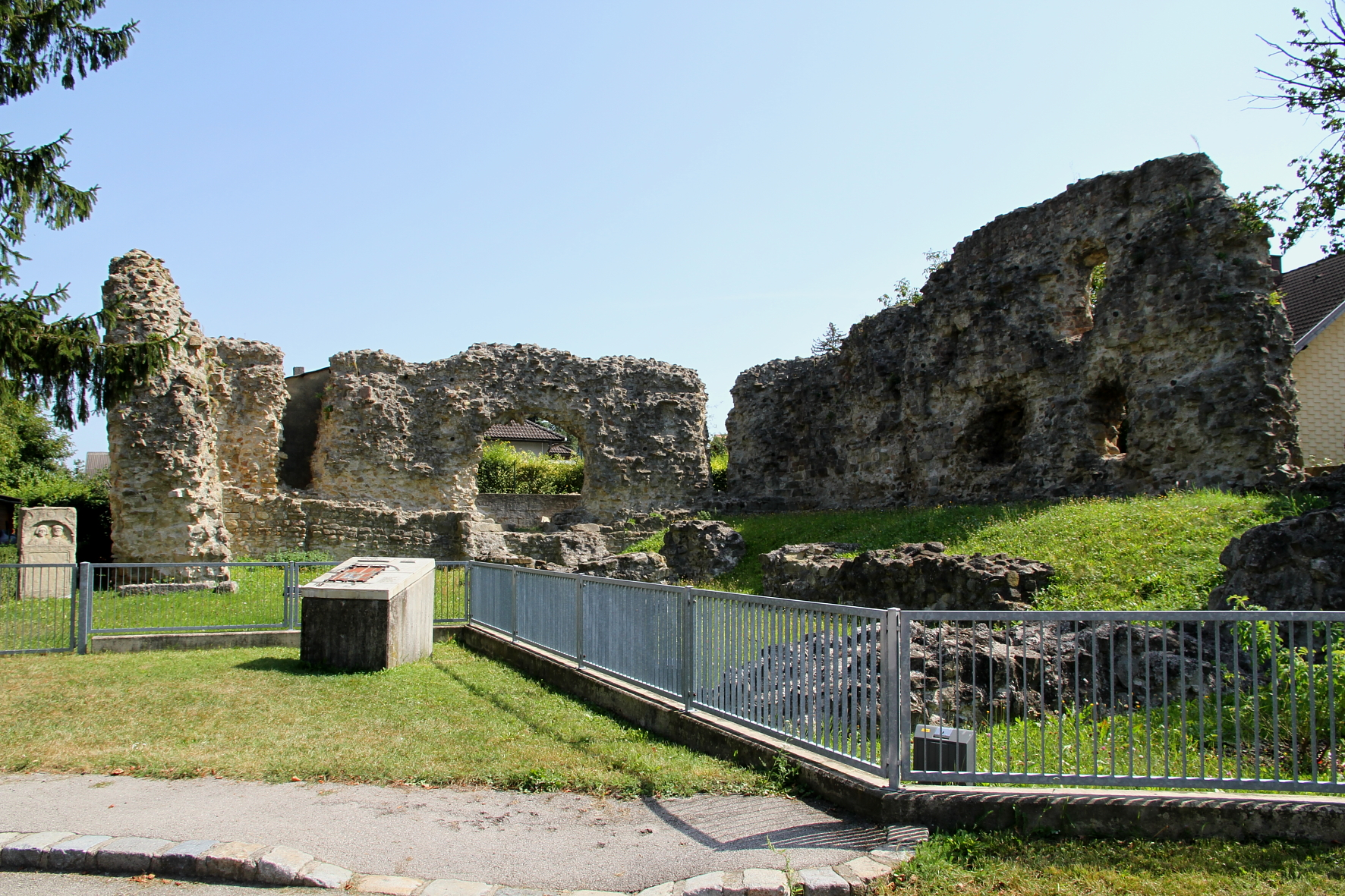
Ruiny kastelu zvaného Burgus
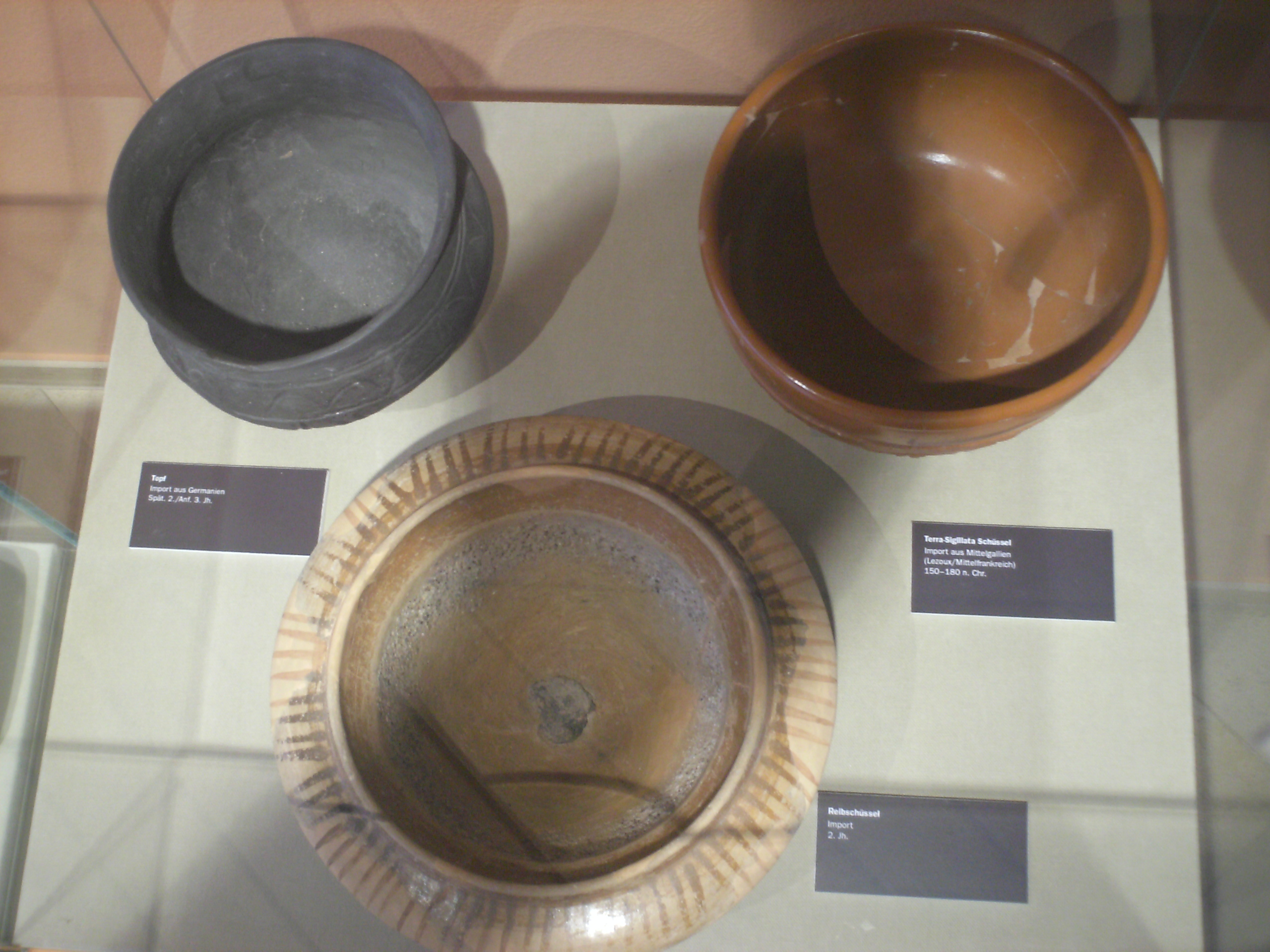
Keramika z 1. až 4. století n. l.
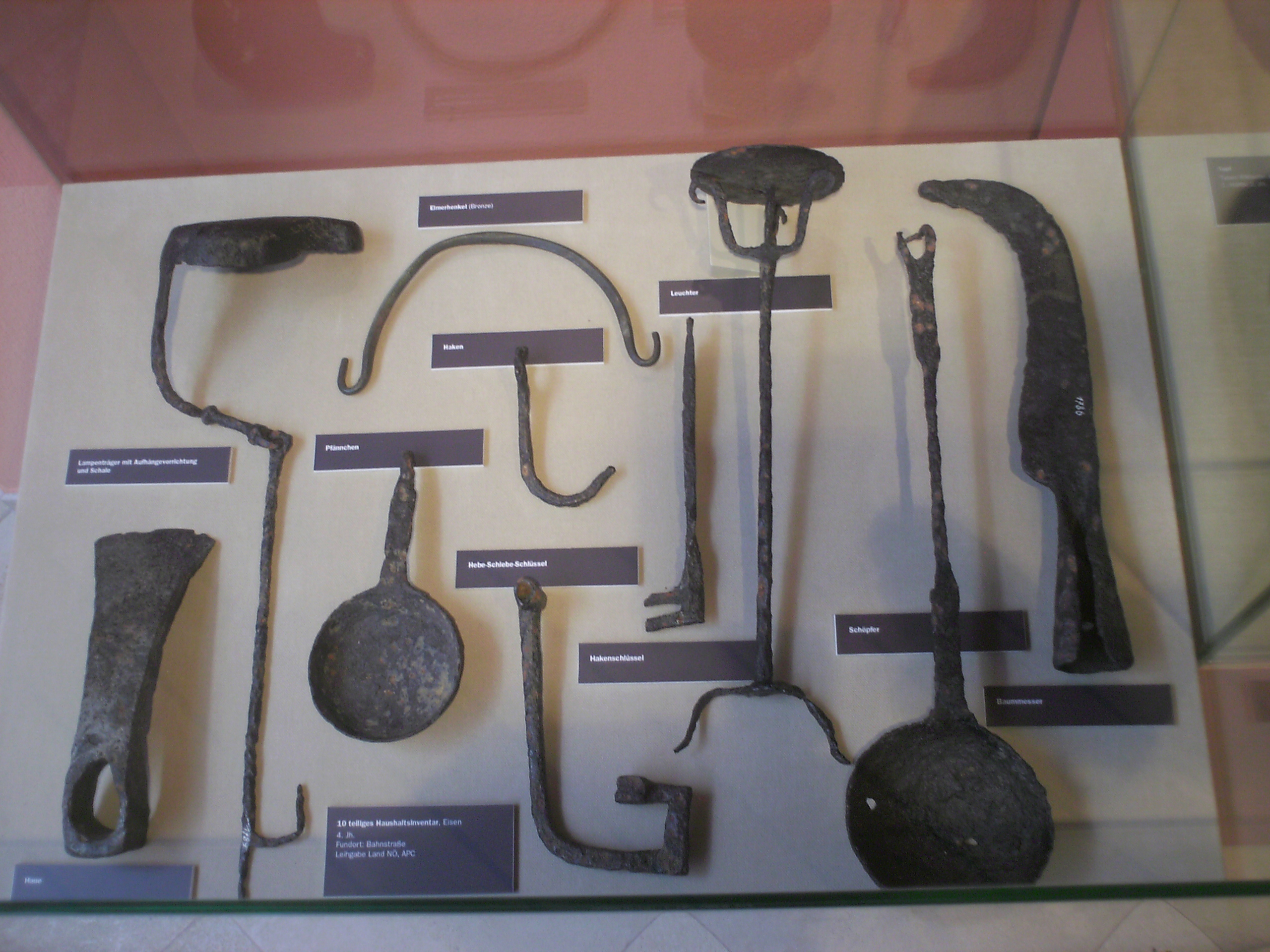
Kovové předměty z římského období
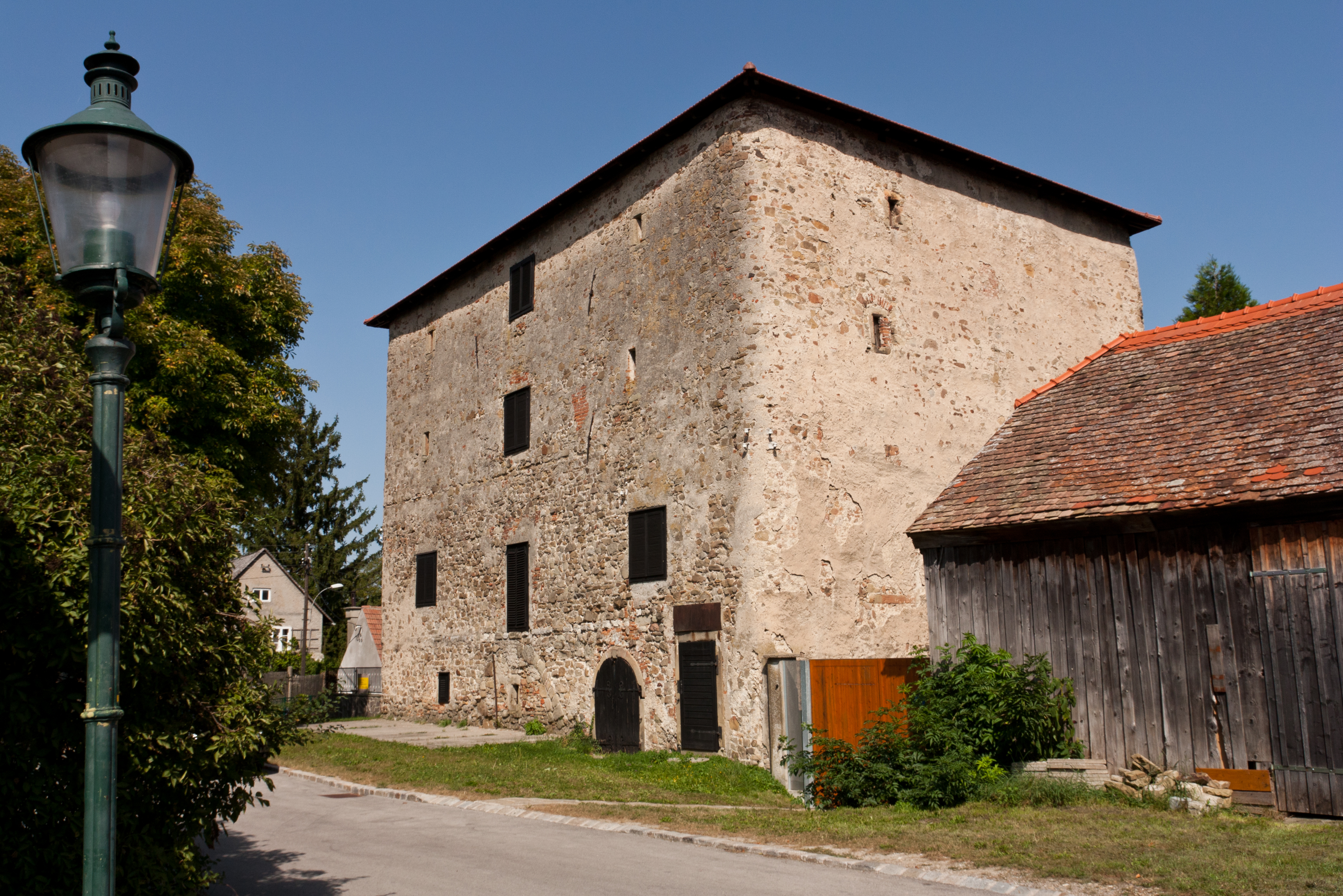
Tzv. Körnerkasten, špýchar z pozdně římského období

## Politika

### Obecní zastupitelstvo
Obecní zastupitelstvo se skládá z 21 členů. Od komunálních voleb v roce 2015 zastávají následující strany tyto mandáty:
- 8 ÖVP
- 7 SPÖ
- 4 Liste Aktiv
- 2 Zelení – Zelená alternativa

### Starosta
Starostou obce Zeiselmauer-Wolfpassing je od rokui 2015 Eduard Roch ze strany ÖVP.